# Adansonia gregorii
Espèce
Classification phylogénétique
Adansonia gregorii, le Baobab australien, est une espèce d'arbres de la famille des Bombacaceae selon la classification classique, ou de celle des Malvaceae selon la classification phylogénétique APG III.
Cette espèce est originaire d'une petite région au nord-ouest de l'Australie.

## Utilisation

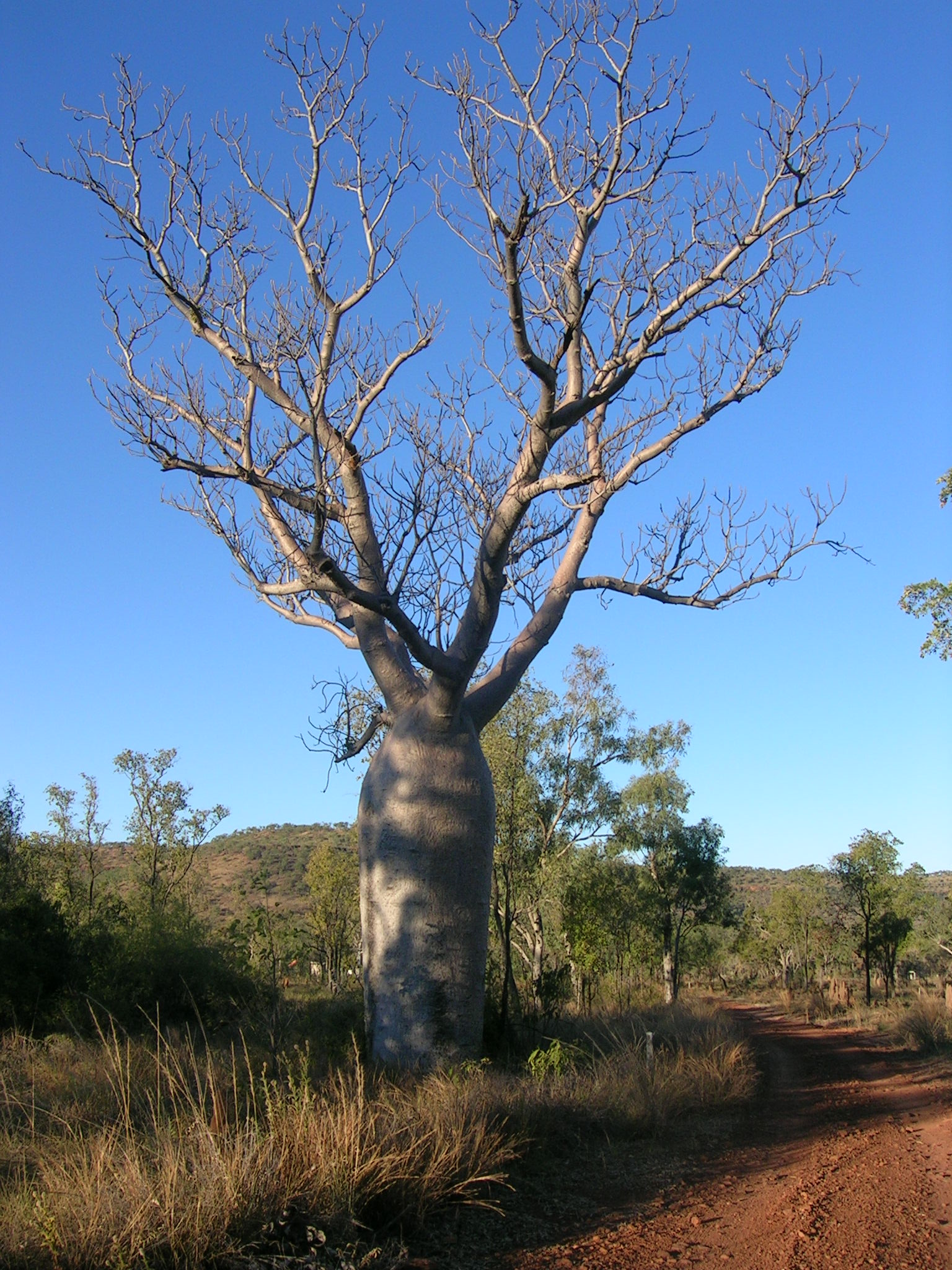
Un baobab à Timber Creek (Territoire du Nord).

Les Aborigènes récupéraient l'eau contenue dans les cavités de l'arbre et utilisaient la poudre blanche qui remplit les cosses comme aliment. Des peintures décoratives ou sculptures ont parfois été faites avec des fruits. Les feuilles étaient utilisées en médecine. 
Un grand baobab creux situé juste au sud de Derby est réputé avoir été utilisé dans les années 1890 comme prison pour des prisonniers amenés à Derby pour purger leur peine. Cet arbre est toujours debout et est maintenant une attraction touristique.